# Вузьконосі
Вузьконосі (Catarrhini) — таксон ссавців, надродинна група приматів, що має ранг парворяду і об'єднує три родини приматів, відомих під спільною назвою «мавпи Старого Світу».

## Таксономія

### Вузьконосі та широконосі мавпи
Група вузьконосих є сестринським таксоном до групи широконосих мавп:
інфраряд Simiiformes (мавповиді, або вищі примати)
парворяд Platyrrhini (широконосі) = «мавпи Нового Світу»
(родини Callitrichidae, Cebidae, Aotidae, Pitheciidae, Atelidae)
парворяд Catarrhini (вузьконосі) = «мавпи Старого Світу»
(родини Cercopithecidae, Hylobatidae, Hominidae)

### Родинні стосунки в межахCatarrhini
Система родинних стосунків в межах вузьконосих така:
парворяд Catarrhini (вузьконосі)
надродина Cercopithecoidea (мавпуваті)
родина Cercopithecidae (мавпові)
надродина Hominoidea (людиноподібні)
родина Hylobatidae (гібонові)
родина Hominidae (гомініди)